# من و بچه
من و بچه (به انگلیسی: The Kid & I) فیلمی محصول سال ۲۰۰۵ و به کارگردانی پنلوپه اسفیریس است. در این فیلم بازیگرانی همچون تام آرنولد، اریک گورس، لیندا همیلتون، هنری وینکلر، ریچارد ادسون، برندا استرانگ، آریل کبل، شانون الیزابت، جو مانتگنا، ایوت نیکول براون، شکیل اونیل، بیل گلدبرگ، جیمی لی کرتیس و آرنولد شوارتزنگر ایفای نقش کرده‌اند.